# هايدهيكو يوشيدا
هايدهيكو يوشيدا (باليابانية: 吉田秀彦؛ بالكانا: よしだ ひでひこ) هو فنان قتال مختلط ياباني، ولد في 3 سبتمبر 1969 في أوبو في اليابان.

## وصلات خارجية
- الموقع الرسمي
- هايدهيكو يوشيدا على موقع الفيدرالية الدولية للجودو (الإنجليزية)
- هايدهيكو يوشيدا على موقع JudoInside.com (الإنجليزية)
- هايدهيكو يوشيدا على موقع AllJudo.net (الفرنسية)
- هايدهيكو يوشيدا على موقع شيردوغ (الإنجليزية)
- هايدهيكو يوشيدا على موقع Tapology.com (الإنجليزية)
- هايدهيكو يوشيدا على موقع فايت ماتريكس (الإنجليزية)
- هايدهيكو يوشيدا على موقع إي إس بي إن (الإنجليزية)
- هايدهيكو يوشيدا على موقع اللجنة الأولمبية الدولية (الإنجليزية)
- هايدهيكو يوشيدا على موقع أوليمبيديا (الإنجليزية)
- هايدهيكو يوشيدا على موقع IMDb (الإنجليزية)